# 2024-25 SVNS
2024-25 SVNS（2024-25 セブンズ）は、HSBC SVNS（男子・女子）の2024-25シーズン大会であり、2024年11月30日から2025年5月4日まで、7か所を転戦して開催。ワールドラグビー主催で、命名権を持つHSBCにより「HSBC SVNS」とも表記される。

## 概要
男子部門と女子部門を併催する。参加チームは各12で、これを「コアチーム」と呼ぶ。昨季2023-24シーズンから「コアチーム」は、この大会への「出場チーム」と同じ意味になった（それ以前はコアチーム以外も参加できた）。
転戦する6つの大会ごとに優勝チームを決め、6つの大会のポイント合計により総合順位が決まり、上位8チームはグランドファイナルで優勝トーナメントに進む。
上位8チームまでが、次季2025-26シーズンのコアチームとして1部大会（DIVISION 1）に入る。下位4チームは、「下位プレーオフ」で2部大会（DIVISION 2）への出場権を争う形となった。
2023-24シーズン前にグランドファイナルを3シーズン開催するとしていたマドリードは、マドリード市側の財政理由により、今季は開催が見送られた。
ワールドカップセブンズは2022年大会を最後に消滅することになり、2024-25シーズンはグランドファイナルのロサンゼルス大会を世界選手権（SVNS World Championship）とし、2025-26シーズンからは再編成されるHSBC SVMSのグランドファイナル3大会を世界選手権シリーズ（SVNS World Championship Series）とすることになった。

## 次季から3部制
出典：　後述「下位プレーオフ」も参照。
次季2025-26シーズンから、男子・女子ともコアチームを12チームから8チームに削減。下位大会「チャレンジャーシリーズ」を解体し、全体をDIVISION 1からDIVISION 3までの3部制として再編成する。
- DIVISION 3は、地域予選を通過した8チームで1大会を開催。この結果により、2チームがDIVISION 2へ昇格する。
- DIVISION 2は、前季の最終順位9〜12位（2025-26シーズンは後述のロサンゼルス大会下位プレーオフで決まる4チーム）に、DIVISION 3から昇格した2チームが加わり、計6チームで3大会を開催。
- DIVISION 1は、前季の最終順位1〜8位（2025-26シーズンは今季のレギュラーシーズン上位8チーム）で6大会開催。
- レギュラーシーズン後にDIVISION 1の8チームとDIVISION 2の上位4チームの計12チームにより、世界選手権シリーズ（SVNS World Championship Series）が3大会行われ、最終順位を決定する。

これにより、今季の総合順位での下位4チームは、次季DIVISION 1への出場はできなくなる。
下位大会「2025ワールドラグビー・セブンズ・チャレンジャーシリーズ」の上位4チームと、ロサンゼルス大会で「下位プレーオフ」を行う。プール戦首位2チームは自動的に次季DIVISION 2への出場権を獲得。残り2枠をかけて、各プール2位・3位が最終戦を行う（プールA2位対プールB3位、プールA3位対プールB2位で対戦）。その敗者と、各プールの4位は、敗退が決定し、次季はDIVISION 3入りを目指すことになる。
なお、2025-26シーズンからDIVISION 1のレギュラーシーズンは全て2日間での開催となる（DIVISION 2及びDIVISION 3のレギュラーシーズンと世界選手権シリーズの開催日数については2025年5月時点では不明）。
開催地の入札プロセスは2025年5月開始予定。

## アイルランド男子が解散
2024-25 SVNS終了後の2025年5月15日、アイルランドラグビー協会は財政難を理由に、7人制ラグビー男子アイルランド代表を解散することを発表した。7人制女子アイルランド代表は、女子15人制への育成経路として活動を続ける。

## 日程
男子・女子とも、以下のように転戦する。
| 回 | 大会名                                             | 開催日                    | 場所             | プール戦 | プレーオフトーナメント                | 備考   |
| -- | -------------------------------------------------- | ------------------------- | ---------------- | --- | ------------------------------------- | ------ |
| 1  | HSBC SVNS 2024 ドバイ大会                          | 2024年 11月30日 - 12月1日 | アラブ首長国連邦 | 4チームずつ3プール (各チーム3試合)                                                                                   | 上位8チーム、下位4チーム              | [ 9 ]  |
| 2  | HSBC SVNS 2024 ケープタウン大会                    | 2024年 12月7日 - 8日      | 南アフリカ共和国 | 3チームずつ4プール (各チーム2試合)                                                                                   | 上位4チーム、中位4チーム、下位4チーム | [ 10 ] |
| 3  | HSBC SVNS 2025 パース大会                          | 2025年 1月24日 - 26日     | オーストラリア   | 4チームずつ3プール (各チーム3試合)                                                                                   | 上位8チーム、下位4チーム              | [ 11 ] |
| 4  | HSBC SVNS 2025 バンクーバー大会                    | 2025年 2月21日 - 23日     | カナダ           | 4チームずつ3プール (各チーム3試合)                                                                                   | 上位8チーム、下位4チーム              | [ 12 ] |
| 5  | HSBC SVNS 2025 香港大会                            | 2025年 3月28日 - 30日     | 香港             | 4チームずつ3プール (各チーム3試合)                                                                                   | 上位8チーム、下位4チーム              | [ 13 ] |
| 6  | HSBC SVNS 2025 シンガポール大会                    | 2025年 4月5日 - 6日       | シンガポール     | 3チームずつ4プール (各チーム2試合)                                                                                   | 上位4チーム、中位4チーム、下位4チーム | [ 14 ] |
| 7  | HSBC SVNS 2025 グランドファイナル ロサンゼルス大会 | 2025年 5月3日 - 4日       | アメリカ合衆国   | 世界選手権 上位8チームで4チームずつ2プール                                                                           | 1位～4位、5位～8位でトーナメント      | [ 15 ] |
| 7  | HSBC SVNS 2025 グランドファイナル ロサンゼルス大会 | 2025年 5月3日 - 4日       | アメリカ合衆国   | 下位4チームは下位プレーオフに進む。 下位大会「2025ワールドラグビー・セブンズ・チャレンジャー」 の上位4チームと対戦。 |                                       |        |

## コアチーム
2024-25シーズンにおいて、出場チームは12のコアチームであり、コアチーム以外は参加できない。コアチーム入りを目指して、下位大会「2025ワールドラグビー・セブンズ・チャレンジャーシリーズ」が別途行われる。

### 2023-24シーズン結果からの昇格・降格
( )内は、2023-24シーズン順位。昇格チームは、下位大会「ワールドラグビー・セブンズ・チャレンジャー」での順位。
- 男子：【昇格】 ケニア (1)、 ウルグアイ (2)、【降格】 サモア (11)、 カナダ (12)
- 女子：【昇格】 中華人民共和国 (1)、【降格】 南アフリカ共和国 (11)

### 男子チーム
( )内は前シーズン順位。
- フランス (1)
- アルゼンチン (2)
- フィジー (3)
- ニュージーランド (4)
- アイルランド (5)
- 南アフリカ共和国 (6)
- オーストラリア (7)
- イギリス (8)
- アメリカ合衆国 (9)
- スペイン (10)
- ウルグアイ (1)
- ケニア (2)

### 女子チーム
( )内は前シーズン順位。
- オーストラリア (1)
- フランス (2)
- ニュージーランド (3)
- カナダ (4)
- アメリカ合衆国 (5)
- アイルランド (6)
- フィジー (7)
- イギリス (8)
- 日本 (9)
- ブラジル (10)
- スペイン (12)
- 中華人民共和国 (1)

## 女子日本代表
| 回                                      | 大会                                             | プール戦                   | プール戦                        | プール戦                       | 順位決定戦                        | 順位決定戦                      | 順位決定戦                      | 結果 | 備考                               |
| --------------------------------------- | ------------------------------------------------ | -------------------------- | ------------------------------- | ------------------------------ | --------------------------------- | ------------------------------- | ------------------------------- | ---- | ---------------------------------- |
| 1                                       | HSBC SVNS 2024 ドバイ大会 11/30-12/1             | 第1試合 ○40-5 カナダ       | 第2試合 ●12-36 ニュージーランド | 第3試合 ●14-17 ブラジル        | 準々決勝 ●0-26 イギリス           | 7位決定戦 ○24-22 カナダ         |                                 | 7位  | [ 16 ] [ 17 ] [ 18 ]               |
| 2                                       | HSBC SVNS 2024 ケープタウン大会 12/7-8           | 第1試合 ○14-7 中国         | 第2試合 ●12-22 ニュージーランド |                                | 準々決勝 〇26-22 アイルランド     | 5位決定戦 ●7-22 カナダ          |                                 | 6位  | [ 19 ] [ 20 ] [ 21 ]               |
| 3                                       | HSBC SVNS 2025 パース大会 1/24-26                | 第1試合 ○14-7 アイルランド | 第2試合 ○19-12 ブラジル         | 第3試合 ●5-53 ニュージーランド | 準々決勝 ●0-35 オーストラリア     | 5位決定戦 ○29-22 アメリカ合衆国 |                                 | 5位  | [ 22 ] [ 23 ] [ 24 ] [ 25 ]        |
| 4                                       | HSBC SVNS 2025 バンクーバー大会 2/21-23          | 第1試合 ○19-14 フィジー    | 第2試合 ○19-14 イギリス         | 第3試合 ●12-31 フランス        | 準々決勝 ○22-17 アメリカ合衆国    | 準決勝 ●7-28 フィジー           | 3位決定戦 ●12-26 オーストラリア | 4位  | [ 26 ] [ 27 ] [ 28 ] [ 29 ]        |
| 5                                       | HSBC SVNS 2025 香港大会 3/28-30                  | 第1試合 ●17-24 カナダ      | 第2試合 ○24-19 スペイン         | 第3試合 ●10-14 オーストラリア  | 準々決勝 ●0-34 フランス           | 7位決定戦 ○32-14 ブラジル       |                                 | 7位  | [ 30 ] [ 31 ] [ 32 ] [ 33 ] [ 34 ] |
| 6                                       | HSBC SVNS 2025 シンガポール大会 4/5-6            | 第1試合 ○24-12 スペイン    | 第2試合 ●5-43 オーストラリア    |                                | 5位決定戦 準決勝 〇21-12 イギリス | 5位決定戦 決勝 〇26-12 中国     |                                 | 5位  | [ 35 ] [ 36 ] [ 37 ] [ 38 ] [ 39 ] |
| 6大会 総合順位：5位                     |                                                  |                            |                                 |                                |                                   |                                 |                                 |      |                                    |
| 7                                       | HSBC SVNS 2025 世界選手権 ロサンゼルス大会 5/3-4 | 第1試合 ●0-26 カナダ       | 第2試合 ●7-50 ニュージーランド  | 第3試合 ●7-34 イギリス         | 7位決定戦 〇29-17 フランス        |                                 |                                 | 7位  | [ 40 ] [ 41 ]                      |
| HSBC SVNS 2025 世界選手権 最終順位：7位 |                                                  |                            |                                 |                                |                                   |                                 |                                 |      |                                    |

### 日本代表 対戦詳細

#### プール戦
| 2025年5月4日 10:00 (PDT) 5日02:00 (JST) | カナダ | 26-0                  | 日本 | ディグニティ・ヘルス・スポーツ・パーク（アメリカ合衆国カリフォルニア州カーソン） |
| 2025年5月4日 10:00 (PDT) 5日02:00 (JST) | T: Asia Hogan-Rochester (1',9'), Florence Symonds (8'), Olivia Apps (11') G: Asia Hogan-Rochester (9',9',12') | タイムライン 選手一覧 |      | ディグニティ・ヘルス・スポーツ・パーク（アメリカ合衆国カリフォルニア州カーソン） |

| 2025年5月4日 13:23 (PDT) 5日05:23 (JST) | ニュージーランド | 50-7                  | 日本                                  | ディグニティ・ヘルス・スポーツ・パーク（アメリカ合衆国カリフォルニア州カーソン） |
| 2025年5月4日 13:23 (PDT) 5日05:23 (JST) | T: Jorja Miller (1',6'), Jazmin Felix-Hotham (3'), Sarah Hirini (5',11'), Stacey Waaka (8'), Jaymie Kolose (12'), Kelsey Teneti (14') G: Risi Pouri-Lane (1',3',5',8'), Maia Davis (14') | タイムライン 選手一覧 | T: 岡元涼葉 (10') G: 谷山三菜子 (10') | ディグニティ・ヘルス・スポーツ・パーク（アメリカ合衆国カリフォルニア州カーソン） |

| 2025年5月4日 16:07 (PDT) 5日08:07 (JST) | 日本                                | 7-34                  | イギリス | ディグニティ・ヘルス・スポーツ・パーク（アメリカ合衆国カリフォルニア州カーソン） |
| 2025年5月4日 16:07 (PDT) 5日08:07 (JST) | T: 吉野舞祐 (3') G: 内海春菜子 (3') | タイムライン 選手一覧 | T: Abbie Brown (1'), Shona Campbell (4'), Lauren Torley (8'), Reneeqa Bonner (12',15'), Vicky Laflin (13') G: Abbie Brown (14'), Alicia Maude (15') | ディグニティ・ヘルス・スポーツ・パーク（アメリカ合衆国カリフォルニア州カーソン） |

#### 7位決定戦
| 2025年5月5日 11:50 (PDT) 6日03:50 (JST) | 日本 · (プールB 4位)                                                                         | 29-17                 | フランス · (プールA 4位)                                                | ディグニティ・ヘルス・スポーツ・パーク（アメリカ合衆国カリフォルニア州カーソン） |
| 2025年5月5日 11:50 (PDT) 6日03:50 (JST) | T: 大橋聖香 (4'), 谷山三菜子 (8',12'), 松田向日葵 (8'), 永田花菜 (14') G: 谷山三菜子 (5',8') | タイムライン 選手一覧 | T: Alycia Christiaens (2',6'), Carla Neisen (11') G: Marie Dupouy (12') | ディグニティ・ヘルス・スポーツ・パーク（アメリカ合衆国カリフォルニア州カーソン） |

- 日本は、この勝利で大会7位となった[42]。

2025年1月、女子日本代表「サクラセブンズ」は、第3大会「HSBC SVNS 2025 パース大会」において過去タイ記録で5位となった（2022-23シーズンの 2023年5月トゥールーズ大会でも5位）。
続く2月、第4大会「HSBC SVNS 2025 バンクーバー大会」で、過去最高の4位となった。
6大会合計ポイントによって、女子日本代表として過去最高の総合順位5位となった。これにより、上位8チームによる世界選手権（ロサンゼルス大会）進出が決定した。世界選手権のプール戦では3戦全敗し、7位決定戦でフランスを29-17で破り、大会7位となった。
次季大会はDIVISION 1に出場する。

### 2024-25 SVNS 女子日本代表 登録メンバー
シリーズを通して同一選手が同一背番号を着用して大会に出場。各大会ごとに13名まで登録可能で、その中から試合ごとに12名（先発7名＋控え5名）を登録する。
●印は各大会の登録選手13名。所属・身長・体重は発表当時。年齢は2025年5月6日時点で固定。
| 背番号 | 氏名       | ドバイ 大会 | ケープ タウン 大会 | パース 大会 | バンク ーバー 大会 | 香港 大会  | シンガ ポール 大会 | 世界選手権 ロサンゼルス 大会 | 所属                               | 身長 (cm) | 体重 (kg) | 生年月日（年齢）       | 備考 |
| 背番号 | 氏名       | 11/30 -12/1 | 12/7 -12/8         | 1/24 -1/26  | 2/21 -2/23         | 3/28 -3/30 | 4/5 -4/6           | 5/3 -5/4                     | 所属                               | 身長 (cm) | 体重 (kg) | 生年月日（年齢）       | 備考 |
| ------ | ---------- | ----------- | ------------------ | ----------- | ------------------ | ---------- | ------------------ | ---------------------------- | ---------------------------------- | --------- | --------- | ---------------------- | ---- |
| 1      | 辻﨑由希乃 | ●           | ●                  | ●           | ●                  | ●          | ●                  | ●                            | ながとブルーエンジェルス           | 161       | 61        | 1994年6月21日（30歳）  |      |
| 2      | 三枝千晃   | ●           | ●                  | ●           | ●                  | ●          | ●                  |                              | 北海道バーバリアンズ ディアナ      | 167       | 68        | 1997年3月21日（28歳）  |      |
| 3      | 堤ほの花   |             |                    | ●           | ●                  | ●          | ●                  | ●                            | 日本体育大学ラグビー部女子         | 154       | 56        | 1997年6月19日（27歳）  |      |
| 4      | 梶木真凜   | ●           | ●                  | ●           | ●                  | ●          | ●                  |                              | 自衛隊体育学校PTS                  | 164       | 68        | 1999年9月20日（25歳）  |      |
| 5      | 田中笑伊   |             |                    | ●           |                    | ●          | ●                  | ●                            | ながとブルーエンジェルス           | 167       | 65        | 1999年10月19日（25歳） |      |
| 7      | 大谷芽生   | ●           | ●                  | ●           |                    | ●          | ●                  | ●                            | ながとブルーエンジェルス           | 162       | 61        | 2000年5月28日（24歳）  |      |
| 10     | 迫田夢乃   | ●           |                    |             |                    |            |                    |                              | ナナイロ プリズム福岡              | 154       | 55        | 1999年7月20日（25歳）  |      |
| 11     | 内海春菜子 | ●           | ●                  |             | ●                  | ●          | ●                  | ●                            | YOKOHAMA TKM                       | 160       | 60        | 2000年3月16日（25歳）  |      |
| 12     | 永田花菜   | ●           | ●                  | ●           | ●                  | ●          | ●                  | ●                            | ナナイロ プリズム福岡              | 168       | 60        | 2000年5月19日（24歳）  |      |
| 13     | 吉野舞祐   | ●           | ●                  | ●           | ●                  |            |                    | ●                            | ナナイロ プリズム福岡              | 160       | 60        | 2001年6月23日（23歳）  |      |
| 14     | 岡元涼葉   | ●           | ●                  | ●           | ●                  | ●          | ●                  | ●                            | 東京山九フェニックスラグビークラブ | 155       | 60        | 2002年5月22日（22歳）  |      |
| 15     | 石田茉央   |             |                    |             |                    | ●          | ●                  |                              | 東京山九フェニックスラグビークラブ | 160       | 62        | 2002年9月21日（22歳）  |      |
| 16     | 秋田若菜   | ●           | ●                  | ●           |                    |            |                    | ●                            | 自衛隊体育学校PTS                  | 165       | 60        | 2003年2月24日（22歳）  |      |
| 17     | 高橋夏未   | ●           | ●                  |             | ●                  |            |                    |                              | 日本体育大学ラグビー部女子         | 160       | 62        | 2003年6月3日（21歳）   |      |
| 18     | 大橋聖香   | ●           | ●                  | ●           | ●                  |            |                    | ●                            | ナナイロ プリズム福岡              | 160       | 69        | 2004年5月22日（20歳）  |      |
| 19     | 谷山三菜子 | ●           | ●                  | ●           | ●                  | ●          | ●                  | ●                            | 日本体育大学ラグビー部女子         | 163       | 60        | 2005年4月3日（20歳）   |      |
| 20     | 庵奥里愛   |             |                    | ●           | ●                  | ●          | ●                  | ●                            | 三重パールズ                       | 160       | 60        | 1996年10月2日（28歳）  |      |
| 21     | 松田向日葵 |             |                    |             | ●                  | ●          | ●                  | ●                            | 追手門学院大学女子ラグビー部 VENUS | 161       | 56        | 2004年8月2日（20歳）   |      |
| 備考   | 備考       | [ 16 ]      | [ 19 ]             | [ 22 ]      | [ 26 ]             | [ 30 ]     | [ 35 ]             | [ 45 ]                       |                                    |           |           |                        |      |

### 受賞
- HSBC SVNSアワード2025「トライ・オブ・ザ・イヤー（女子）」：谷山三菜子
- HSBC SVNSアワード2025「フェアプレー賞（女子）」：女子日本代表チーム

出典：

## 優勝
| 回         | 大会                                       | 男子優勝                 | 女子優勝                     | 開催日                                | 会場                                   | 国（地域）                            | 備考          |
| ---------- | ------------------------------------------ | ------------------------ | ---------------------------- | ------------------------------------- | -------------------------------------- | ------------------------------------- | ------------- |
| 1          | HSBC SVNS 2024 ドバイ大会                  | フィジー                 | オーストラリア               | 2024年 11月30日 - 12月1日             | ザ・セブンズ                           | アラブ首長国連邦                      | [ 48 ]        |
| 2          | HSBC SVNS 2024 ケープタウン大会            | 南アフリカ共和国         | ニュージーランド             | 12月7日 - 8日                         | DHLスタジアム                          | 南アフリカ共和国                      | [ 49 ]        |
| 3          | HSBC SVNS 2025 パース大会                  | アルゼンチン             | オーストラリア               | 2025年 1月24日 - 26日                 | HBFパーク                              | オーストラリア                        | [ 50 ] [ 51 ] |
| 4          | HSBC SVNS 2025 バンクーバー大会            | アルゼンチン             | ニュージーランド             | 2月21日 - 23日                        | BCプレイス                             | カナダ                                | [ 52 ]        |
| 5          | HSBC SVNS 2025 香港大会                    | アルゼンチン             | ニュージーランド             | 3月28日 - 30日                        | 啓徳体育園                             | 香港、九龍                            | [ 53 ]        |
| 6          | HSBC SVNS 2025 シンガポール大会            | フィジー                 | ニュージーランド             | 4月5日 - 6日                          | シンガポール・ナショナルスタジアム     | シンガポール                          | [ 54 ]        |
| リーグ優勝 | リーグ優勝                                 | アルゼンチン · (2年連続) | ニュージーランド · (2年連続) | レギュラーシーズン6大会 勝ち点合計1位 | レギュラーシーズン6大会 勝ち点合計1位  | レギュラーシーズン6大会 勝ち点合計1位 | [ 55 ] [ 56 ] |
| 7          | HSBC SVNS 2025 世界選手権 ロサンゼルス大会 | 南アフリカ共和国         | ニュージーランド             | 5月3日 - 4日                          | ディグニティ・ヘルス・スポーツ・パーク | アメリカ合衆国                        |               |

## 順位
大会ごとに順位が決まりポイントが与えられる。優勝で20ポイント、準優勝で18、3位16、4位14、5位12、6位10、7位8、8位6、そして9位以下は順に4・3・2・1ポイント。
タイブレーク： 6大会終了後、合計ポイント数が同点の場合、以下のタイブレークが適用される。
1. シーズン中に獲得したポイント合計と、失点したポイント合計との差。
2. シーズン中の総トライ数。
3. 上記のいずれでも勝者が決まらない場合は、同じ順位とする。

### 男子順位
ポイント：優勝 20 、準優勝 18 、3位 16 、4位 14 、5位 12 、6位 10 、7位 8 、8位 6 、9位 4 、10位 3 、11位 2 、12位 1 
| 総合 順位 | チーム           | · ドバイ · 大会 | · ケープタウン · 大会 | · パース · 大会 | · バンクーバー · 大会 | · 香港 · 大会 | · シンガポール · 大会 | 合計   | · グランドファイナル · ロサンゼルス大会               |                        |
| --------- | ---------------- | --------------- | --------------------- | --------------- | --------------------- | ------------- | --------------------- | ------ | ----------------------------------------------------- | ---------------------- |
| 1         | アルゼンチン     | 16              | 12                    | 20              | 20                    | 20            | 16                    | 104    | レギュラーシーズン リーグ優勝(2年連続) 世界選手権進出 | 次季大会は DIVISION1へ |
| 2         | フィジー         | 20              | 16                    | 12              | 14                    | 14            | 20                    | 96     | 世界選手権進出                                        | 次季大会は DIVISION1へ |
| 3         | スペイン         | 18              | 14                    | 16              | 16                    | 10            | 14                    | 88     | 世界選手権進出                                        | 次季大会は DIVISION1へ |
| 4         | 南アフリカ共和国 | 10              | 20                    | 14              | 18                    | 4             | 4                     | 70     | 世界選手権進出                                        | 次季大会は DIVISION1へ |
| 5         | フランス         | 12              | 18                    | 10              | 6                     | 18            | 1                     | 65     | 世界選手権進出                                        | 次季大会は DIVISION1へ |
| 6         | オーストラリア   | 8               | 4                     | 18              | 8                     | 16            | 3                     | 57     | 世界選手権進出                                        | 次季大会は DIVISION1へ |
| 7         | ニュージーランド | 14              | 10                    | 4               | 10                    | 12            | 6                     | 56     | 世界選手権進出                                        | 次季大会は DIVISION1へ |
| 8         | イギリス         | 6               | 6                     | 8               | 12                    | 6             | 12                    | 50     | 世界選手権進出                                        | 次季大会は DIVISION1へ |
| 9         | ケニア           | 3               | 8                     | 3               | 1                     | 3             | 18                    | 36     | 下位プレーオフへ                                      | 下位プレーオフへ       |
| 10        | ウルグアイ       | 4               | 2                     | 6               | 3                     | 2             | 10                    | 27     | 下位プレーオフへ                                      | 下位プレーオフへ       |
| 11        | アイルランド     | 2               | 1                     | 2               | 2                     | 8             | 8                     | 23     | 下位プレーオフへ                                      | 下位プレーオフへ       |
| 12        | アメリカ合衆国   | 1               | 3                     | 1               | 4                     | 1             | 2                     | 12     | 下位プレーオフへ                                      | 下位プレーオフへ       |
| 備考      | 備考             | [ 57 ]          | [ 58 ]                | [ 50 ]          | [ 52 ]                | [ 53 ]        | [ 54 ]                | [ 59 ] |                                                       |                        |

### 女子順位
ポイント：優勝 20 、準優勝 18 、3位 16 、4位 14 、5位 12 、6位 10 、7位 8 、8位 6 、9位 4 、10位 3 、11位 2 、12位 1 
| 総合 順位 | チーム           | · ドバイ · 大会 | · ケープタウン · 大会 | · パース · 大会 | · バンクーバー · 大会 | · 香港 · 大会 | · シンガポール · 大会 | 合計   | · グランドファイナル · ロサンゼルス大会               |                        |
| --------- | ---------------- | --------------- | --------------------- | --------------- | --------------------- | ------------- | --------------------- | ------ | ----------------------------------------------------- | ---------------------- |
| 1         | ニュージーランド | 18              | 20                    | 18              | 20                    | 20            | 20                    | 116    | レギュラーシーズン リーグ優勝(2年連続) 世界選手権進出 | 次季大会は DIVISION1へ |
| 2         | オーストラリア   | 20              | 14                    | 20              | 16                    | 18            | 18                    | 106    | 世界選手権進出                                        | 次季大会は DIVISION1へ |
| 3         | フランス         | 16              | 16                    | 16              | 4                     | 14            | 14                    | 80     | 世界選手権進出                                        | 次季大会は DIVISION1へ |
| 4         | カナダ           | 6               | 12                    | 14              | 8                     | 16            | 16                    | 72     | 世界選手権進出                                        | 次季大会は DIVISION1へ |
| 5         | 日本             | 8               | 10                    | 12              | 14                    | 8             | 12                    | 64     | 世界選手権進出                                        | 次季大会は DIVISION1へ |
| 6         | アメリカ合衆国   | 12              | 18                    | 10              | 6                     | 10            | 2                     | 58     | 世界選手権進出                                        | 次季大会は DIVISION1へ |
| 7         | フィジー         | 1               | 3                     | 4               | 18                    | 12            | 8                     | 46     | 世界選手権進出                                        | 次季大会は DIVISION1へ |
| 8         | イギリス         | 14              | 8                     | 3               | 10                    | 2             | 6                     | 43     | 世界選手権進出                                        | 次季大会は DIVISION1へ |
| 9         | ブラジル         | 4               | 2                     | 8               | 12                    | 6             | 1                     | 33     | 下位プレーオフへ                                      | 下位プレーオフへ       |
| 10        | 中華人民共和国   | 3               | 4                     | 6               | 3                     | 4             | 10                    | 30     | 下位プレーオフへ                                      | 下位プレーオフへ       |
| 11        | アイルランド     | 10              | 6                     | 1               | 1                     | 1             | 3                     | 22     | 下位プレーオフへ                                      | 下位プレーオフへ       |
| 12        | スペイン         | 2               | 1                     | 2               | 2                     | 3             | 4                     | 14     | 下位プレーオフへ                                      | 下位プレーオフへ       |
| 備考      | 備考             | [ 57 ]          | [ 58 ]                | [ 50 ]          | [ 52 ]                | [ 53 ]        | [ 54 ]                | [ 59 ] |                                                       |                        |

## 世界選手権（SVNS World Championship）
ロサンゼルス大会。2025年5月3日 - 4日開催。出典：

### HSBC SVNS 男子プール戦
| HSBC SVNS 世界選手権 男子 プールA |                  |                |        |    |    |          |                   |                   |                      |
| プール戦 順位                     | チーム           | 6大会 総合順位 | 試合数 | 勝 | 負 | 得失点差 | ボーナス ポイント | 勝ち点 (BPを含む) | ノックアウトステージ |
| 1                                 | 南アフリカ共和国 | 4位            | 3      | 3  | 0  | +22      | 0                 | 9                 | 準決勝へ             |
| 2                                 | アルゼンチン     | 1位            | 3      | 2  | 1  | +4       | 0                 | 6                 | 準決勝へ             |
| 3                                 | フランス         | 5位            | 3      | 1  | 2  | 0        | 1                 | 4                 | 5位決定戦へ          |
| 4                                 | イギリス         | 8位            | 3      | 0  | 3  | -26      | 2                 | 2                 | 7位決定戦へ          |
| HSBC SVNS 世界選手権 男子 プールB |                  |                |        |    |    |          |                   |                   |                      |
| プール戦 順位                     | チーム           | 6大会 総合順位 | 試合数 | 勝 | 負 | 得失点差 | ボーナス ポイント | 勝ち点 (BPを含む) | ノックアウトステージ |
| 1                                 | スペイン         | 3位            | 3      | 2  | 1  | +9       | 1                 | 7                 | 準決勝へ             |
| 2                                 | ニュージーランド | 7位            | 3      | 2  | 1  | +5       | 1                 | 7                 | 準決勝へ             |
| 3                                 | オーストラリア   | 6位            | 3      | 2  | 1  | +4       | 1                 | 7                 | 5位決定戦へ          |
| 4                                 | フィジー         | 2位            | 3      | 0  | 3  | -18      | 2                 | 2                 | 7位決定戦へ          |

### HSBC SVNS 男子 ノックアウトステージ
|  | 準決勝      | 準決勝           | 準決勝           |                  |          | 決勝     | 決勝 | 決勝 |  |
|  |             |                  |                  |                  |          |          |      |      |  |
|  | プールB 1位 | スペイン         | 29               |                  |          |          |      |      |  |
|  | プールB 1位 | スペイン         | 29               |                  |          |          |      |      |  |
|  | プールA 2位 | アルゼンチン     | 5                |                  |          |          |      |      |  |
|  | プールA 2位 | アルゼンチン     | 5                |                  | スペイン | スペイン | 5    |      |  |
|  |             |                  |                  |                  | スペイン | スペイン | 5    |      |  |
|  |             |                  | 南アフリカ共和国 | 南アフリカ共和国 | 19       |          |      |      |  |
|  | プールA 1位 | 南アフリカ共和国 | 南アフリカ共和国 | 南アフリカ共和国 | 19       | 31       |      |      |  |
|  | プールA 1位 | 南アフリカ共和国 |                  |                  |          |          |      |      |  |
|  | プールB 2位 | ニュージーランド | 5                |                  |          |          |      |      |  |

#### 順位決定戦
|  | 3位決定戦        |                  |    |  |
|  |                  |                  |    |  |
|  | アルゼンチン     | アルゼンチン     | 17 |  |
|  | アルゼンチン     | アルゼンチン     | 17 |  |
|  | ニュージーランド | ニュージーランド | 38 |  |

|  | 5位決定戦      |                |    |  |
|  |                |                |    |  |
|  | フランス       | フランス       | 33 |  |
|  | フランス       | フランス       | 33 |  |
|  | オーストラリア | オーストラリア | 7  |  |

|  | 7位決定戦 |          |    |  |
|  |           |          |    |  |
|  | イギリス  | イギリス | 31 |  |
|  | イギリス  | イギリス | 31 |  |
|  | フィジー  | フィジー | 19 |  |

### HSBC SVNS 女子プール戦
| HSBC SVNS 世界選手権 女子 プールA |                  |                |        |    |    |          |                   |                   |                      |
| プール戦 順位                     | チーム           | 6大会 総合順位 | 試合数 | 勝 | 負 | 得失点差 | ボーナス ポイント | 勝ち点 (BPを含む) | ノックアウトステージ |
| 1                                 | ニュージーランド | 1位            | 3      | 3  | 0  | +108     | 0                 | 9                 | 準決勝へ             |
| 2                                 | カナダ           | 4位            | 3      | 2  | 1  | -1       | 0                 | 6                 | 準決勝へ             |
| 3                                 | イギリス         | 8位            | 3      | 1  | 2  | -11      | 0                 | 3                 | 5位決定戦へ          |
| 4                                 | 日本             | 5位            | 3      | 0  | 3  | -96      | 0                 | 0                 | 7位決定戦へ          |
| HSBC SVNS 世界選手権 女子 プールB |                  |                |        |    |    |          |                   |                   |                      |
| プール戦 順位                     | チーム           | 6大会 総合順位 | 試合数 | 勝 | 負 | 得失点差 | ボーナス ポイント | 勝ち点 (BPを含む) | ノックアウトステージ |
| 1                                 | オーストラリア   | 2位            | 3      | 3  | 0  | +58      | 0                 | 9                 | 準決勝へ             |
| 2                                 | アメリカ合衆国   | 6位            | 3      | 2  | 1  | +7       | 0                 | 6                 | 準決勝へ             |
| 3                                 | フィジー         | 7位            | 3      | 1  | 2  | -29      | 0                 | 3                 | 5位決定戦へ          |
| 4                                 | フランス         | 3位            | 3      | 0  | 3  | -36      | 1                 | 1                 | 7位決定戦へ          |

### HSBC SVNS 女子 ノックアウトステージ
|  | 準決勝      | 準決勝           | 準決勝           |                  |                | 決勝           | 決勝 | 決勝 |  |
|  |             |                  |                  |                  |                |                |      |      |  |
|  | プールB 1位 | オーストラリア   | 33               |                  |                |                |      |      |  |
|  | プールB 1位 | オーストラリア   | 33               |                  |                |                |      |      |  |
|  | プールA 2位 | カナダ           | 7                |                  |                |                |      |      |  |
|  | プールA 2位 | カナダ           | 7                |                  | オーストラリア | オーストラリア | 7    |      |  |
|  |             |                  |                  |                  | オーストラリア | オーストラリア | 7    |      |  |
|  |             |                  | ニュージーランド | ニュージーランド | 31             |                |      |      |  |
|  | プールA 1位 | ニュージーランド | ニュージーランド | ニュージーランド | 31             | 34             |      |      |  |
|  | プールA 1位 | ニュージーランド |                  |                  |                |                |      |      |  |
|  | プールB 2位 | アメリカ合衆国   | 7                |                  |                |                |      |      |  |

#### 順位決定戦
|  | 3位決定戦      |                |    |  |
|  |                |                |    |  |
|  | カナダ         | カナダ         | 27 |  |
|  | カナダ         | カナダ         | 27 |  |
|  | アメリカ合衆国 | アメリカ合衆国 | 7  |  |

|  | 5位決定戦 |          |    |  |
|  |           |          |    |  |
|  | イギリス  | イギリス | 33 |  |
|  | イギリス  | イギリス | 33 |  |
|  | フィジー  | フィジー | 7  |  |

|  | 7位決定戦 |          |    |  |
|  |           |          |    |  |
|  | 日本      | 日本     | 29 |  |
|  | 日本      | 日本     | 29 |  |
|  | フランス  | フランス | 17 |  |

## 下位プレーオフ
前述「次季から3部制」も参照。
次季大会は「DIVISION 1（コア8チーム）」「DIVISION 2（4チーム＋DIVISION 3からの昇格2チーム）」「DIVISION 3（8チーム。うち2チームはDIVISION2へ昇格可能）」と再編成される。今季大会で上位8チームに入れなかった下位4チームは、DIVISION 2入りをかけて、下記のようにプレーオフを行う。
- 大会名：HSBC SVNS 2025 グランドファイナル ロサンゼルス大会（上位8チームによる優勝争いと共に実施）
- 日程：2025年5月3日 - 4日、場所：アメリカ合衆国、ロサンゼルス
- 「HSBC SVNS 2024-25」の下位4チームと、下位大会「2025ワールドラグビー・セブンズ・チャレンジャー」の上位4チームとが、対戦する。
- 男子・女子とも、4チームずつ計8チームでのプール戦を行い、「プール戦1位」（2チーム）は次季大会DIVISION 2が確定。
- 「プール戦2位 対 3位」で最終プレーオフを行い、勝者は次季DIVISION 2に割り振られる。敗者は、次季DIVISION 3入りを目指すことになる。
- 「プール戦4位」（2チーム）は、次季DIVISION 3入りを目指すことになる。

### 男子 DIVISION決定 プール戦
出典：
| 男子 プールA  |                |                                  |        |    |    |          |                        |                   |                                 |                                                             |
| プール戦 順位 | チーム         |                                  | 試合数 | 勝 | 負 | 得失点差 | ボーナス ポイント (BP) | 勝ち点 (BPを含む) | プレーオフ                      | 次季大会DIVISION                                            |
| 1             | アメリカ合衆国 | 2024-25 SVNS 12位                | 3      | 3  | 0  | +22      | 0                      | 9                 | なし                            | DIVISION 2                                                  |
| 2             | サモア         | 2025セブンズ・チャレンジャー 4位 | 3      | 2  | 1  | +10      | 1                      | 7                 | プールB3位との プレーオフで敗戦 | DIVISION 3入りを目指す                                      |
| 3             | ケニア         | 2024-25 SVNS 9位                 | 3      | 1  | 2  | 0        | 2                      | 5                 | プールB2位との プレーオフで勝利 | DIVISION 2                                                  |
| 4             | ポルトガル     | 2025セブンズ・チャレンジャー 1位 | 3      | 0  | 3  | -32      | 0                      | 0                 | なし                            | DIVISION 3入りを目指す                                      |
| 男子 プールB  |                |                                  |        |    |    |          |                        |                   |                                 |                                                             |
| プール戦 順位 | チーム         |                                  | 試合数 | 勝 | 負 | 得失点差 | ボーナス ポイント (BP) | 勝ち点 (BPを含む) | プレーオフ                      | 次季大会DIVISION                                            |
| 1             | ウルグアイ     | 2024-25 SVNS 10位                | 3      | 3  | 0  | +54      | 0                      | 9                 | なし                            | DIVISION 2                                                  |
| 2             | カナダ         | 2025セブンズ・チャレンジャー 3位 | 3      | 2  | 1  | -5       | 0                      | 6                 | プールA3位との プレーオフで敗戦 | DIVISION 3入りを目指す                                      |
| 3             | ドイツ         | 2025セブンズ・チャレンジャー 2位 | 3      | 1  | 2  | -12      | 1                      | 4                 | プールA2位との プレーオフで勝利 | DIVISION 2                                                  |
| 4             | アイルランド   | 2024-25 SVNS 11位                | 3      | 0  | 3  | -37      | 1                      | 1                 | なし                            | DIVISION 3入りを 目指すことになったが、 2025年5月15日に解散 |

### 男子 DIVISION決定 プレーオフ
| 2025年5月4日 15:04 (PDT) 5日07:04 (JST) | ケニア · (プールA 3位) | 24-5 | カナダ · (プールB 2位) | ディグニティ・ヘルス・スポーツ・パーク（アメリカ合衆国カリフォルニア州カーソン） |
| 2025年5月4日 15:04 (PDT) 5日07:04 (JST) | レポート               |      |                        | ディグニティ・ヘルス・スポーツ・パーク（アメリカ合衆国カリフォルニア州カーソン） |

| 2025年5月4日 15:28 (PDT) 5日07:28 (JST) | サモア · (プールA 2位) | 0-31 | ドイツ · (プールB 3位) | ディグニティ・ヘルス・スポーツ・パーク（アメリカ合衆国カリフォルニア州カーソン） |
| 2025年5月4日 15:28 (PDT) 5日07:28 (JST) | レポート               |      |                        | ディグニティ・ヘルス・スポーツ・パーク（アメリカ合衆国カリフォルニア州カーソン） |

### 女子 DIVISION決定 プール戦
出典：
| 女子 プールA  |                  |                                  |        |    |    |          |                        |                   |                                 |                        |
| プール戦 順位 | チーム           |                                  | 試合数 | 勝 | 負 | 得失点差 | ボーナス ポイント (BP) | 勝ち点 (BPを含む) | プレーオフ                      | 次季大会DIVISION       |
| 1             | ブラジル         | 2024-25 SVNS 9位                 | 3      | 3  | 0  | +60      | 0                      | 9                 | なし                            | DIVISION 2             |
| 2             | スペイン         | 2024-25 SVNS 12位                | 3      | 2  | 1  | +15      | 0                      | 6                 | プールB3位との プレーオフで勝利 | DIVISION 2             |
| 3             | ケニア           | 2025セブンズ・チャレンジャー 1位 | 3      | 1  | 2  | -35      | 0                      | 3                 | プールB2位との プレーオフで勝利 | DIVISION 2             |
| 4             | コロンビア       | 2025セブンズ・チャレンジャー 4位 | 3      | 0  | 3  | -40      | 2                      | 2                 | なし                            | DIVISION 3入りを目指す |
| 女子 プールB  |                  |                                  |        |    |    |          |                        |                   |                                 |                        |
| プール戦 順位 | チーム           |                                  | 試合数 | 勝 | 負 | 得失点差 | ボーナス ポイント (BP) | 勝ち点 (BPを含む) | プレーオフ                      | 次季大会DIVISION       |
| 1             | 中華人民共和国   | 2024-25 SVNS 10位                | 3      | 3  | 0  | +43      | 0                      | 9                 | なし                            | DIVISION 2             |
| 2             | 南アフリカ共和国 | 2025セブンズ・チャレンジャー 2位 | 3      | 2  | 1  | -6       | 0                      | 6                 | プールA3位との プレーオフで敗戦 | DIVISION 3入りを目指す |
| 3             | アルゼンチン     | 2025セブンズ・チャレンジャー 3位 | 3      | 1  | 2  | -20      | 1                      | 4                 | プールA2位との プレーオフで敗戦 | DIVISION 3入りを目指す |
| 4             | アイルランド     | 2024-25 SVNS 11位                | 3      | 0  | 3  | -17      | 2                      | 2                 | なし                            | DIVISION 3入りを目指す |

### 女子 DIVISION決定 プレーオフ
| 2025年5月4日 14:16 (PDT) 5日06:16 (JST) | ケニア · (プールA 3位) | 17-14 | 南アフリカ共和国 · (プールB 2位) | ディグニティ・ヘルス・スポーツ・パーク（アメリカ合衆国カリフォルニア州カーソン） |
| 2025年5月4日 14:16 (PDT) 5日06:16 (JST) | レポート               |       |                                  | ディグニティ・ヘルス・スポーツ・パーク（アメリカ合衆国カリフォルニア州カーソン） |

| 2025年5月4日 14:40 (PDT) 5日06:40 (JST) | スペイン · (プールA 2位) | 28-0 | アルゼンチン · (プールB 3位) | ディグニティ・ヘルス・スポーツ・パーク（アメリカ合衆国カリフォルニア州カーソン） |
| 2025年5月4日 14:40 (PDT) 5日06:40 (JST) | レポート                 |      |                              | ディグニティ・ヘルス・スポーツ・パーク（アメリカ合衆国カリフォルニア州カーソン） |

## HSBC SVNSアワード2025
グランドファイナル（ロサンゼルス大会）開催前の2025年4月27日に、HSBC SVNSアワード2025の「最優秀選手賞」「年間最優秀新人賞」「トライ・オブ・ザ・イヤー」の男女の候補者を、ワールドラグビーが発表した。
ワールドラグビー特設サイトで5月1日まで投票受付され、投票を経ない「フェアプレー賞」と共に、受賞者がグランドファイナル最終日（5月4日）に発表された。
| 男子                             |                            |                  |                                    |            |
| 賞                               | 候補者                     | 国               | 備考                               | 結果       |
| 最優秀選手賞（男子）             | ルチアーノ・ゴンザレス     | アルゼンチン     |                                    | 受賞       |
| 最優秀選手賞（男子）             | マルコス・モネタ           | アルゼンチン     |                                    | ノミネート |
| 最優秀選手賞（男子）             | ポール・プラ               | スペイン         |                                    | ノミネート |
| 年間最優秀新人賞（男子）         | エナエモ・アルトー         | フランス         |                                    | 受賞       |
| 年間最優秀新人賞（男子）         | ジョージ・ボース           | フィジー         |                                    | ノミネート |
| 年間最優秀新人賞（男子）         | エイデン・エカナヤケ       | オーストラリア   |                                    | ノミネート |
| トライ・オブ・ザ・イヤー（男子） | シモン・デザー             | フランス         | ケープタウン大会フィジー戦         | ノミネート |
| トライ・オブ・ザ・イヤー（男子） | アントン・レゴルブル       | スペイン         | バンクーバー大会ニュージーランド戦 | ノミネート |
| トライ・オブ・ザ・イヤー（男子） | マルコス・モネタ           | アルゼンチン     | 香港大会オーストラリア戦           | 受賞       |
| トライ・オブ・ザ・イヤー（男子） | ヴィヴィヤワ・ナドゥヴァロ | フィジー         | ドバイ大会フランス戦               | ノミネート |
| フェアプレー賞（男子）           | フェアプレー賞（男子）     | 南アフリカ共和国 | 南アフリカ共和国                   | 受賞       |
| 女子                             |                            |                  |                                    |            |
| 賞                               | 候補者                     | 国               | 備考                               | 結果       |
| 最優秀選手賞（女子）             | タリア・コスタ             | ブラジル         |                                    | ノミネート |
| 最優秀選手賞（女子）             | マディソン・リーヴァイ     | オーストラリア   |                                    | ノミネート |
| 最優秀選手賞（女子）             | ジョージャ・ミラー         | ニュージーランド |                                    | 受賞       |
| 年間最優秀新人賞（女子）         | カーリ・ヘンウッド         | オーストラリア   |                                    | ノミネート |
| 年間最優秀新人賞（女子）         | ヴィカ・ナカシア           | フィジー         |                                    | ノミネート |
| 年間最優秀新人賞（女子）         | ニア・トリヴァー           | アメリカ合衆国   |                                    | 受賞       |
| トライ・オブ・ザ・イヤー（女子） | ミカエラ・ブレイク         | ニュージーランド | バンクーバー大会アイルランド戦     | ノミネート |
| トライ・オブ・ザ・イヤー（女子） | ハイディ・デニス           | オーストラリア   | パース大会ニュージーランド戦       | ノミネート |
| トライ・オブ・ザ・イヤー（女子） | 谷山三菜子                 | 日本             | パース大会アメリカ合衆国戦         | 受賞       |
| トライ・オブ・ザ・イヤー（女子） | ニア・トリヴァー           | アメリカ合衆国   | ケープタウン大会オースオラリア戦   | ノミネート |
| フェアプレー賞（女子）           | フェアプレー賞（女子）     | 日本             | 日本                               | 受賞       |

## 配信・放送
2024-25シーズンの配信・放送は以下の通り。

### 日本
- WEBサイト「ラグビーパスTV」- 配信[66]
- スマートホンアプリ「HSBC SVNS」- 配信[67]

### その他
出典：
- カナダ - TSN
- ラテンアメリカ - Disney+
- MENA（中東および北アフリカ）- Starzplay、RugbyPass TV
- 南アフリカ共和国・サブサハラアフリカ - Supersport
- オーストラリア - Stan Sport
- イスラエル - RugbyPass TV、Sport 1
- マレーシア - Astro、RugbyPass TV
- ニュージーランド - Sky
- 太平洋諸島 - Digicel TV
- ジョージア - Silknet、RugbyPass TV
- イギリス・アイルランド - TNT Sport、RugbyPass TV
- フランス - L'Équipe、RugbyPass TV